# 1440 w polityce
Wydarzenia polityczne w 1440 roku.

## Wydarzenia
- 21 lutego - zjazd stanów pruskich w Elblągu: z inicjatywy rycerstwa chełmińskiego podjęta zostaje decyzja o powołaniu wspólnej opozycyjnej wobec Zakonu krzyżackiego organizacji miast i rycerstwa państwa krzyżackiego w Prusach[1].
- 14 marca - zjazd stanów pruskich w Kwidzynie powołuje do życia Związek Pruski, organizację rycerstwa i patrycjatu wielkich miast państwa krzyżackiego w Prusach[1].
- 9 kwietnia – Krzysztof Bawarski zostaje królem Danii.

## Urodzili się
- 22 stycznia – Iwan III Srogi, car.
- 22 lutego – Władysław Pogrobowiec, książę Austrii.

## Zmarli
- Fryderyk I, elektor Brandenburgii.